# 吊桥国际口岸
18°23′21″N 105°9′26″E / 18.38917°N 105.15722°E
吊桥国际口岸（越南语：／*/?），简称吊桥口岸，是越南河静省香山县的一个边境口岸。与该口岸相对的是老挝博利坎赛省的Nam Phao国际口岸。该口岸为吊桥国际口岸经济区的重要组成部分。